# MUBI
MUBI — стриминговый сервис в основном с классическими или фестивальными фильмами и дистрибьютор. На MUBI также есть онлайн-журнал The Notebook. На MUBI представлена постоянно изменяющаяся коллекция фильмов. Каждый день добавляется новый фильм и остаётся доступным 30 дней. Сервис доступен через интернет, Roku, PlayStation, Amazon Fire TV, Apple TV, LG и Samsung Smart TV, на мобильных устройствах iPhone, iPad и Android.
Офисы организации есть в Лондоне, Нью-Йорке, Вене и Мельбурне.

## История
Сервис MUBI был основан в 2007 году турецким предпринимателем Эфе Чакарелем в виде социальной сети для синефилов и изначально назывался The Auteurs. В 2020 на MUBI была запущена «библиотека», новая секция, позволяющая пользователям смотреть фильмы, ранее отобранные кураторами.